# Burmannia malasica
Burmannia malasica är en enhjärtbladig växtart som beskrevs av Fredrik Pieter Jonker. Burmannia malasica ingår i släktet Burmannia och familjen Burmanniaceae. Inga underarter finns listade i Catalogue of Life.